# Bouchtata
Bouchtata (în arabă بوشطاطة) este o comună din provincia Skikda, Algeria.
Populația comunei este de 9.219 locuitori (2008).